# Злокобан
Злокобан (енгл. Sinister) је британско-амерички натприродни хорор филм из 2012. године, редитеља Скота Дериксона и продуцента Џејсона Блума, са Итаном Хоком, Џулијет Рајланс, Фредом Томпсоном, Џејмсом Рансоном и Клер Фоли у главним улогама. Радња прати писца истинитих злочина, који ставља своју породицу у опасност довевши их у кућу где су се одиграла вишеструка убиства.
Снимање је почело у јесен 2011, са буџетом од 3 милиона долара. Филм је премијерно приказан 11. марта 2012. на фестивалу Југ-југозапад. Добио је осредње и претежно позитивне оцене критичара. На сајту Ротен томејтоуз оцењен је са 63%. Остварио је велики комерцијални успех зарадивши преко 87 милиона долара.
Године 2015. објављен је наставак под насловом Злокобан 2.

## Радња
Криминалистичко-документарни писац стварних злочина, Елисон Освалт, сели се са својом породицом у кућу где је једна породица пронађена убијена вешањем. У кући проналази снимке још неколико породица које су убијене на различите начине. Када његовој ћерки почну да се привиђају духови, Елисон одлучује да се исели и врати у стару кућу, али ће то бити прекасно...

## Улоге
| Глумац            | Улога          |
| ----------------- | -------------- |
| Итан Хок          | Елисон Освалт  |
| Џулијет Рајланс   | Трејси Освалт  |
| Фред Томпсон      | шериф          |
| Џејмс Рансон      | заменик шерифа |
| Мајкл Хол Дадарио | Тревор Освалт  |
| Клер Фоли         | Ешли Освалт    |